# Taiko no Tatsujin
Taiko no Tatsujin (太鼓の達人? lett. Maestro di taiko) è una serie di videogiochi musicali creata da Namco.

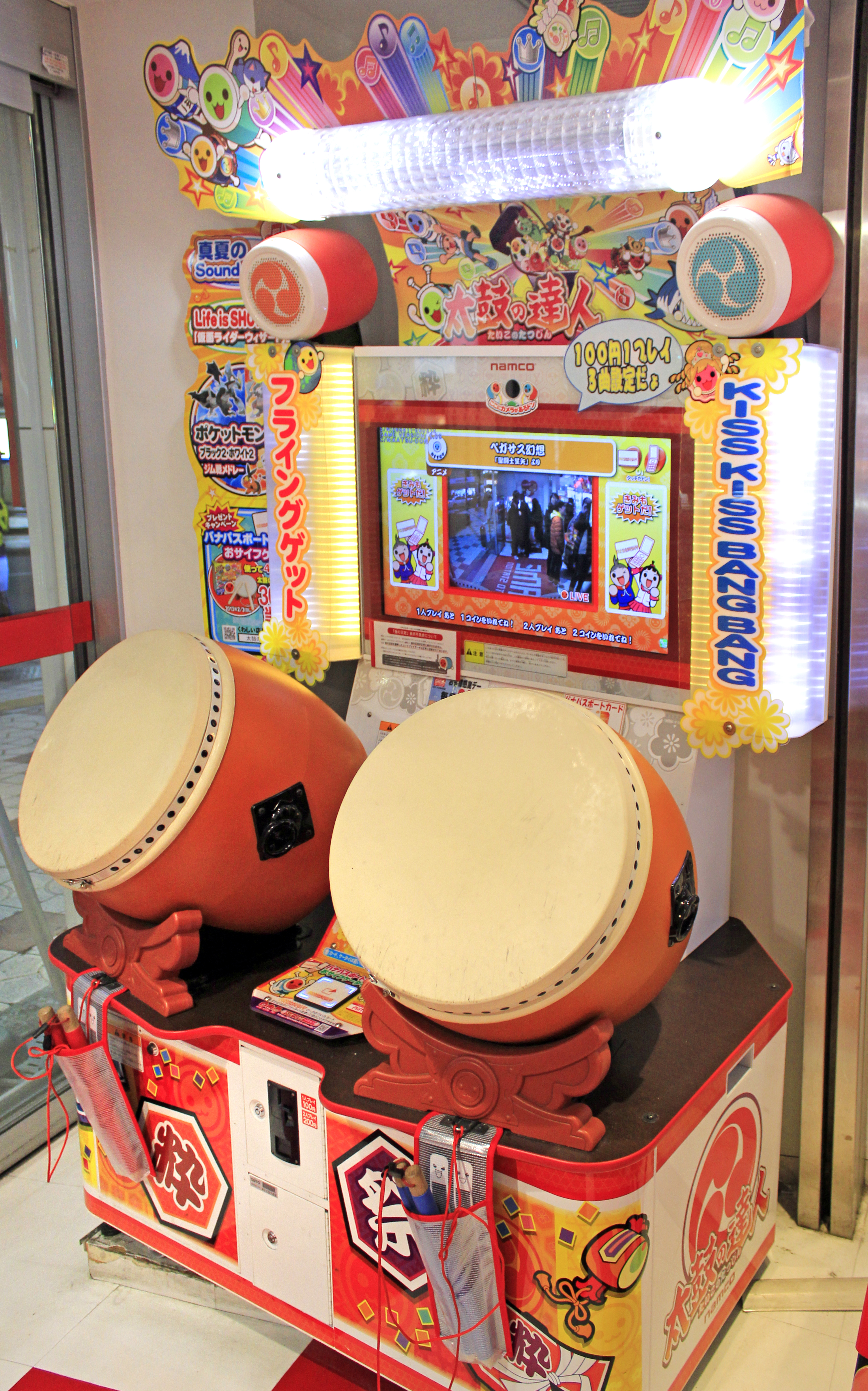
Cabinato di Taiko no Tatsujin

Originariamente prodotto a partire dal 2001 da Namco come videogioco arcade, nel 2002 è stato pubblicato il primo di una lunga serie di titoli per PlayStation 2 distribuiti esclusivamente in Giappone, ad eccezione di Taiko Drum Master, commercializzato in America settentrionale nell'ottobre 2004. Il videogioco ha ricevuto svariate conversioni ed edizioni esclusive anche per PlayStation Portable, PlayStation Vita, Nintendo DS, Nintendo 3DS, Wii, Wii U, Nintendo Switch, PlayStation 4, Advanced Pico Beena, iOS, Android e vari feature phone giapponesi.
Nel 2018 due versioni casalinghe della serie, Taiko no Tatsujin: Drum 'n' Fun! per Nintendo Switch e Taiko no Tatsujin: Drum Session! per PlayStation 4 sono state localizzate e distribuite anche in Occidente per la prima volta dopo Taiko Drum Master su PlayStation 2 nel 2004. Nel 2022 la serie arriva anche sull'Xbox Game Pass con la distribuzione di Taiko no Tatsujin: The Drum Master per Xbox One, Xbox Series X e Series S e Microsoft Windows.